# Look Sharp! (Joe-Jackson-Album)

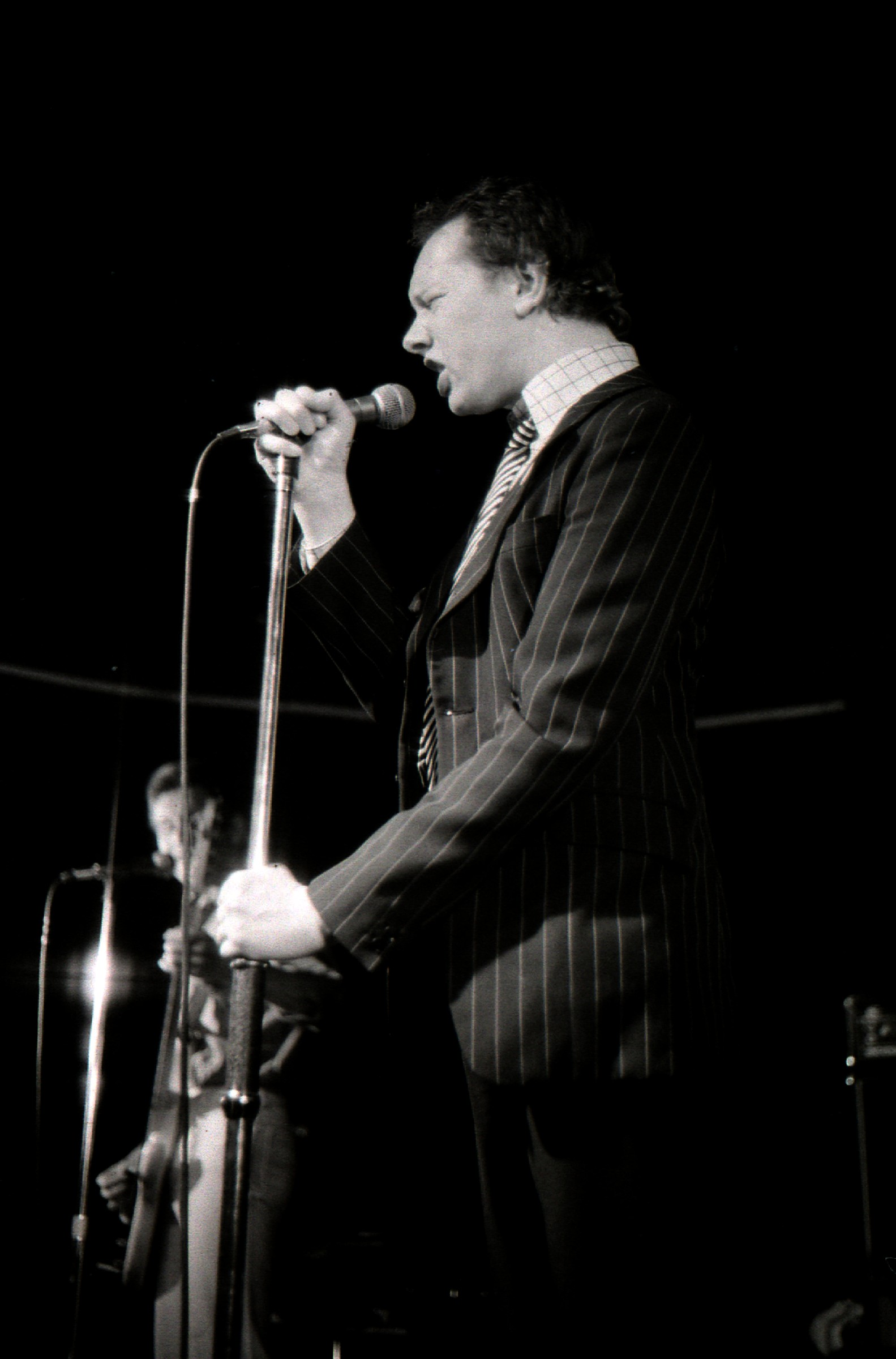
Joe Jackson (1979)

Look Sharp! ist das Debütalbum von Joe Jackson, das im Januar 1979 veröffentlicht wurde. Auf dem Album sind einige bekannte Songs von Jackson wie Is She Really Going Out with Him?, Sunday Papers und One More Time.
Das Album wurde vom Rolling Stone auf Platz 98 der 100 besten Debüt-Alben aller Zeiten gewählt. Übersetzungsmöglichkeiten des mehrdeutigen Titels sind Sieh scharf aus!, Pass auf! oder Mach schnell!

## Allgemeines
Joe Jackson und seine Band machten vom Herbst 1977 bis zum Frühjahr 1978 Demoaufnahmen in einem Studio in Portsmouth. Er bot seine Demoaufnahmen verschiedenen Musik-Labeln in London an. Der amerikanische Produzent David Kershenbaum nahm ihn am 9. August 1978 für A&M Records unter Vertrag. Danach wurde das Album sehr schnell erneut aufgenommen, und Jackson und Band ging schon Ende des Monats auf eine ausgedehnte nationale Support-Tournee.
Jackson äußerte später, dass I'm The Man (Oktober 1979) und Volume 4 (2003) bessere Alben seien.
Im Rückblick sagt er:

„Was kann jemand über etwas sagen, das er vor so langer Zeit tat?! Es ist mir nicht peinlich, oder wenigstens das meiste davon nicht. Es riecht positiv nach London 1978/79 und, na ja, es ist was es ist. Ich bin froh, dass die Leute es mochten, und es immer noch tun, obwohl ich das für Nostalgie halte und die Tendenz, Debüt-Alben zu verklären; als ob spätere Alben irgendwie weniger "authentisch" sein würden. Für ein erstes Album ist es nicht schlecht, aber ich war erst 23. Ich wäre ziemlich seltsam, wenn ich nicht denken würde, ich hätte seitdem Besseres gemacht.“

## Plattenhülle
Das Cover zeigt ein Paar weiße Schuhe und wurde vom Rolling Stone auf Platz 22 der 100 besten Albumcover aller Zeiten gewählt.

## Titelliste
Alle Titel wurden von Joe Jackson geschrieben.
Seite 1
1. One More Time – 3:15
2. Sunday Papers – 4:22
3. Is She Really Going Out with Him? – 3:33
4. Happy Loving Couples – 3:08
5. Throw It Away – 2:49

Seite 2
1. Baby Stick Around – 2:36
2. Look Sharp! – 3:23
3. Fools in Love – 4:23
4. (Do the) Instant Mash – 3:12
5. Pretty Girls – 2:55
6. Got the Time – 2:55

## Rezeption
In Allmusic wurde das Album sehr positiv bewertet:

„Look Sharp! ist der Klang eines jungen Mannes auf der Suche nach Substanz in einer oberflächlichen Welt – und es rockt wie die Hölle.“

## Kommerzieller Erfolg

### Chartplatzierungen
| ChartsChartplatzierungen       | Höchstplatzierung | Wochen |
| ------------------------------ | ----------------- | ------ |
| Vereinigte Staaten (Billboard) | 20 (39 Wo.)       | 39     |
| Vereinigtes Königreich (OCC)   | 40 (11 Wo.)       | 11     |

### Auszeichnungen für Musikverkäufe
| Land/Region                  | Auszeichnungen für Musikverkäufe (Land/Region, Auszeichnung, Verkäufe) | Verkäufe |
| ---------------------------- | ---------------------------------------------------------------------- | -------- |
| Neuseeland (RMNZ)            | Gold                                                                   | 10.000   |
| Niederlande (NVPI)           | Gold                                                                   | 50.000   |
| Vereinigte Staaten (RIAA)    | Gold                                                                   | 500.000  |
| Vereinigtes Königreich (BPI) | Silber                                                                 | 60.000   |
| Insgesamt                    | 1× Silber · 3× Gold ·                                                  | 620.000  |

## Cover-Versionen von Liedern ausLook Sharp!
- 1983 sang Rita Coolidge Fools in Love auf dem Album Never Let You Go
- 1990 coverten Anthrax auf dem Album Persistence of Time den Song Got the Time
- 1997 coverten Guttermouth Happy Loving Couples auf dem Sampleralbum The new wave tribute album Before You Were Punk
- 2005 sang Inara George Fools in Love auf dem Soundtrack Grey’s Anatomy (Volume 1)
- 2005 coverten Koufax Look Sharp! auf ihrer Why Bother At All?-EP[17]